# Stary Targ
Stary Targ (Altmark in Westpreußen in tedesco) è un comune rurale polacco del distretto di Sztum, nel voivodato della Pomerania.
Ricopre una superficie di 141,04 km² e nel 2004 contava 6 594 abitanti.